# Nyctemera bicolor
Nyctemera bicolor là một loài bướm đêm thuộc phân họ Arctiinae, họ Erebidae.